# Metazalmoxis ferruginea
Metazalmoxis ferruginea is een hooiwagen uit de familie Zalmoxioidae.